# 哥本哈根郡
哥本哈根郡（丹麥語：Københavns Amt）是丹麥東部的郡，位於西蘭島的東北部哥本哈根的郊區，但不包括哥本哈根市區和腓特烈斯貝。2007年1月1日被併入首都大区。